# 季巴瓦

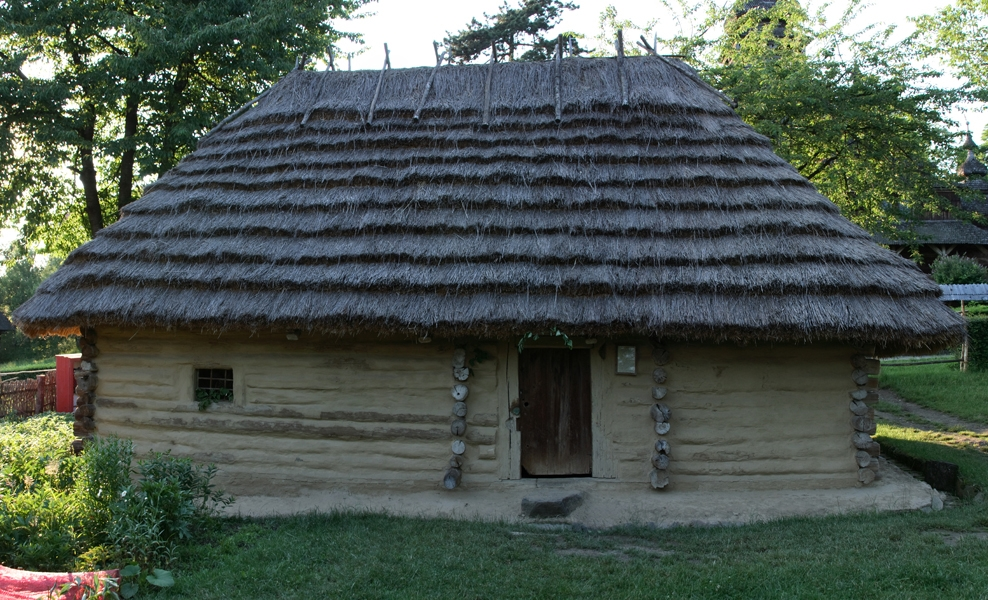
村内的房子

季巴瓦（烏克蘭語：Тибава），是烏克蘭西部外喀爾巴阡州穆卡切沃區斯瓦利亚瓦市镇内的村落，距離斯瓦利亚瓦約11公里，99%居民使用烏克蘭語。